# Międzyścienny Potok (dopływ Chochołowskiego Potoku)
Międzyścienny Potok – potok, prawy dopływ Chochołowskiego Potoku. Jego zlewnia obejmuje Dolinę Dudową w Tatrach Zachodnich. Nazwę potoku podaje opracowanie Hydrografia Tatr Zachodnich, na mapach potok ten zazwyczaj jest bezimienny. Jest to potok okresowy. Uchodzi do Chochołowskiego Potoku przy Polanie pod Jaworki, tuż obok mostka, którym droga wiodąca Doliną Chochołowską przekracza Chochołowski Potok. Następuje to na wysokości 996 m.
Przy wyższym stanie wód niesiony przed Międzyścienny Potok materiał akumulacyjny powoduje usypywanie przy ujściu stożka zwężającego koryto Chochołowskiego Potoku czasami nawet do 1,5 m szerokości. Stale jednak materiał ten jest przez Chochołowski Potok znoszony w dół.
Zlewnia Międzyściennego Potoku ma powierzchnię 1,576 km².

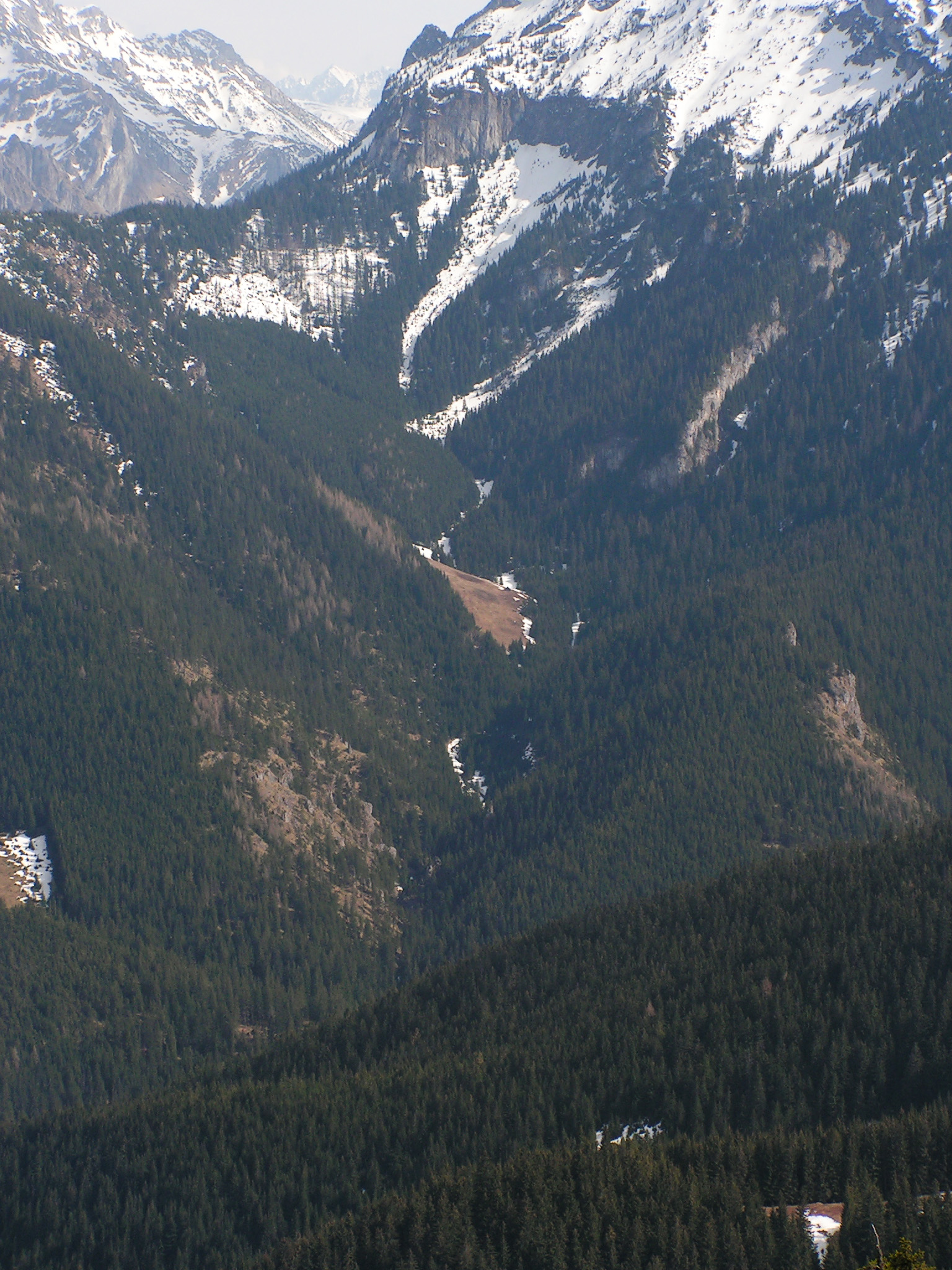
Dolina Dudowa, którą spływa Międzyścienny Potok